# Herculano Nabian
Herculano Bucancil Nabian (* 25. Januar 2004 in Bissau) ist ein portugiesisch-guinea-bissauischer Fußballspieler.

## Karriere

### Verein
Nabian begann seine fußballerische Ausbildung bei dem Amateurverein Recreios Algueirão. 2015 wechselte er zu Belenenses SAD und drei Jahre später zu Vitória Guimarães. In der Saison 2020/21 kam er zu vier U23-Einsätzen, wobei er zwei Tore schoss. Am 8. August 2021 (1. Spieltag) wurde er spät eingewechselt und debütierte somit bei der 0:1-Niederlage für die Profimannschaft.
2022 wurde Nabian an den italienischen Verein FC Empoli ausgeliehen.

### Nationalmannschaft
Nabian kam bilsnag für diverse Juniorennationalmannschaft Portugals zum Einsatz.